# 鄭惟岱
鄭惟岱（越南语：／；？—1517年），越南後黎朝大臣。
鄭惟岱是清化府壽春縣人，為後黎朝開國功臣鄭克復的後裔。在威穆帝時期，擔任戶部尚書的官職。1509年，襄翼帝舉兵奪取了皇位。鄭惟岱在期間支持襄翼帝，因功封文郡公。
1516年，鄭惟岱之弟鄭惟㦃弑襄翼帝，立黎光治為君。安和侯阮弘裕舉兵於菩提津，洗劫東都，聲稱要討伐鄭惟㦃弑君之罪。三天之後，鄭惟岱將黎光治劫持到西都，鄭惟㦃在東都另立黎椅為帝，是為黎昭宗。不久，鄭惟岱弑黎光治於西都，並殺其二弟。
陳暠之亂被平定之後，安和侯阮弘裕與永興侯鄭綏同駐軍於東都。但二人有隙。鄭惟岱與平郡公阮文慮同入宮中，奏請讓二人講和。但阮文慮突然從袖中拿出密詔，奏稱鄭惟岱、鄭綏欲謀反。鄭惟岱當場被逮捕，與右都督黎益齣一起被斬首。將鄭惟岱的首級懸於鐵山伯陳真軍營之外。隨後阮弘裕發兵，將鄭綏逐出了東都。